# Llobàs
Llobàs és una pel·lícula dramàtica dirigida per Pau Calpe Rufat. L'estrena mundial de la pel·lícula, basada en la novel·la Lobisón de Ginés Sánchez, va tenir lloc l'octubre de 2023 al Festival Internacional de Cinema de Varsòvia.

## Sinopsi
L’Adrià és un noi mut, amb fòbia als espais tancats i que té dificultats per mantenir l’atenció quan li parlen. Deambula de poble en poble amb el seu germà gran i, allà on va, rep insults, burles i pedrades. I les nits de lluna plena no pot dormir: sent l’olor de la sang i ronda pels carrers, furgant dins els galliners i devorant gallines de cru en cru.